# Canaima (pel·lícula)
Canaima o El dios del mal és una pel·lícula mexicana en blanc i negre filmada el 1945 i dirigida per Juan Bustillo Oro. El guió està basat en la novel·la homònima de l'escriptor veneçolà Rómulo Gallegos.

## Sinopsi
La trama està marcada per la lluita entre la civilització i la barbàrie. El jove Marcos Vargas (Jorge Negrete), torna a la seva casa en Ciutat Bolívar després d'acabar els seus estudis en un internat de Trinidad. Viatja per la selva per a iniciar un negoci de transport i, després d'una sèrie d'esdeveniments, acaba dirigint una expedició a la recerca de cautxú.
En l'adaptació per al cinema, el director va descartar un guió escrit per l'autor, probablement per canviar el final i que Marcos es quedés amb Aracelis (Granados), en lloc de fer parella i tenir fills amb una nadiua com a la novel·la.

## Repartiment
- Jorge Negrete	...	Marcos Vargas
- Rosario Granados	...	Aracelis Vellorini
- Carlos López Moctezuma	...	Col. José Francisco Ardavin
- Andrés Soler	...	Conde Giaffaro
- Bernardo Sancristóbal	...	Gabriel Ureña
- Alfredo Varela	...	Arteaguita

## Recepció
En la I edició dels Premis Ariel fou nominada a la millor coactuació masculinar, i va rebre els premis a la millor actriu i al millor actor de repartiment.